# Plitschard

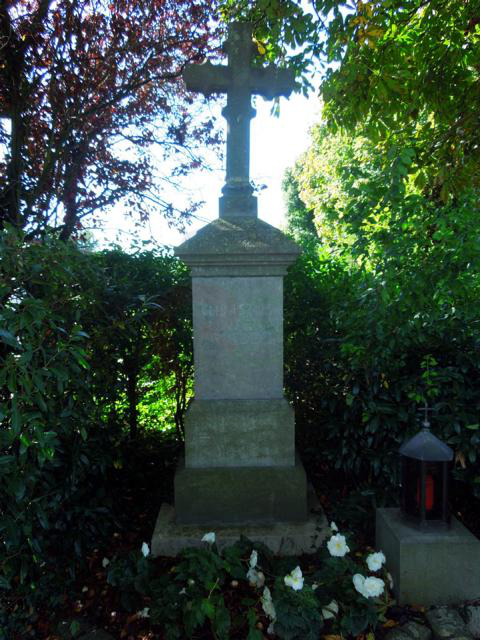
Wegekreuz

Plitschard ist ein Ortsteil von Merkstein, Stadt Herzogenrath, in der Städteregion Aachen in Nordrhein-Westfalen. 

## Lage
Plitschard liegt nördlich von Merkstein am Grube-Adolf-Park. Nachbarort im Norden ist Herbach und im Osten Streiffeld.

## Allgemeines
Plitschard ist ein kleiner landwirtschaftlich geprägter Weiler, der aus nur einer Straße besteht, und wird von Feldern umgeben. Südlich der Ortslage befand sich die Grube Adolf, in der zwischen 1913 und 1972 Steinkohle gefördert wurde. Heute dient das Grubengelände als Park der Erholung. Im Dezember 1995 feierte man Richtfest des Wohnungsbauprojektes „Plitschard“ in der Plitscharder Straße; kostengünstig und vereinfacht bauen in Herzogenrath nach niederländischer Bauweise. 

## Verkehr
Die AVV-Buslinie HZ3 der ASEAG verbindet den Ort mit Hofstadt, Merkstein und Herzogenrath.
| Linie | Verlauf                                                                                     |
| ----- | ------------------------------------------------------------------------------------------- |
| HZ3   | (Herzogenrath Schulzentrum –) Herzogenrath Bf – Merkstein – Plitschard – Herbach – Hofstadt |